# Jiang Nan (Eishockeyspieler)
Jiang Nan (chinesisch 姜楠, Pinyin Jiāng Nán; * 7. April 1986) ist ein ehemaliger chinesischer Eishockeyspieler, der bis 2017 bei China Dragon in der Asia League Ice Hockey unter Vertrag stand.

## Karriere
Jiang Nan begann seine Karriere als Eishockeyspieler beim regionalen Team in Qiqihar, für das er seit 2002 in der Chinesischen Eishockeyliga antrat und mit dem er 2004 Landesmeister wurde. In der Spielzeit 2005/06 spielte er mit dem Team in der Asia League Ice Hockey. Von 2009 bis 2017 stand er für China Dragon ebenfalls der Asia League Ice Hockey auf dem Eis. Anschließend beendete er seine Karriere.

### International
Für China nahm Fu Nan im Juniorenbereich an der Division III der U18-Junioren-Weltmeisterschaft 2003 sowie der Division II der U20-Junioren-Weltmeisterschaft 2006 teil.
Im Seniorenbereich stand der Verteidiger lediglich bei der Weltmeisterschaft 2010 in der Division II im Aufgebot Chinas.

## Erfolge und Auszeichnungen
- 2004 Chinesischer Meister mit der Mannschaft aus Qiqihar

## Asia-League-Statistik
(Stand: Ende der Saison 2016/17)